# Iraset Páez Urdaneta
Iraset Páez Urdaneta (Maracaibo, Venezuela, 1952 - 22 de mayo de 1994) fue un escritor, ensayista, poeta, crítico, y profesor universitario venezolano del Instituto Pedagógico de Caracas y de la Universidad Simón Bolívar convirtiéndose así en un destacado investigador en el área de la lingüística y la literatura en Venezuela.

## Biografía
Iraset Páez egresó del Instituto Pedagógico de Caracas en el año 1972 como Profesor de Castellano, Literatura y Latín. Posteriormente a los 21 años se graduó en licenciado en Letras en la Universidad Central de Venezuela (UCV), cinco años después obtuvo el Master of Arts y luego en 1980 el título de PhD en Lingüística en la Universidad de Stanford.

## Legado
Iraset Páez realizó importantes aportes para el campo de las ciencias de la información y que dejó para el estudio en el área. Como profesor de la Universidad Simón Bolívar fundó el postgrado en Estudios de Información en 1985, cuyo proyecto fue presentado al Consejo Directivo para su consideración y aprobación, siendo el programa de postgrado pionero y de gran avance en el área de ciencias de la información del país, desempeñándose además como el coordinador del postgrado hasta el año 1990.
Cabe destacar que además se encargó de plantear propuestas conceptuales y operativas para el redimensionamiento de los servicios de información, bibliotecas públicas, universitarias, centros de información y archivos universitarios enmarcadas en su proyecto de mejorar los servicios informacionales en la época utilizando las nuevas tecnologías de información y comunicación.

## Trayectoria Académica Universitaria
Fue designado como Decano de Estudios Generales de la Universidad Simón Bolívar en Acta del Consejo Directivo 1989-15 del 17 de mayo de 1989, cargo que desempeñó hasta el año 1991.

## Publicaciones
Entre sus publicaciones más importantes se pueden mencionar:
- Gestión de la inteligencia, aprendizaje tecnológico y modernización del trabajo informacional retos y oportunidades: publicado en 1992[2]

- Comunicación, lenguaje humano y organización del código lingüístico.[3]

- Información para el progreso de América Latina.[4]

- Pautas para la optimización del banco de datos de opinión pública de la Universidad Simón Bolívar.[5]

- La enseñanza de la lengua materna : hacia un programa comunicacional integral.[6]

- Desde Sartenejas.[7]

- Historia y geografía hispanoamericana del voseo.[8]

### Literatura
Como parte de sus investigaciones, Iraset Páez fue un gran estudioso de la lengua, se dedicó a escribir poesía y narrativa, impartió numerosos cursos de literatura tanto en pregrado como en postgrado. Entre sus escritos más importantes se pueden mencionar:
- En indagación de la literatura[9]

- La lengua nuestra de cada día / Iraset Páez Urdaneta.[10]